# هاني جوهرية
هاني جوهرية (أبو فخري؛ 1939-1976) مصور سينمائي فلسطيني، ولد في القدس، كان شغوفاً بالتصوير حيث اقتنى أول كاميرا عام 1956 روسية الصنع، ثم غادر القدس عام 1966 لدراسة التصوير السينمائي في المعهد العالي بالقاهرة، وحصل على منحة من وزارة الإعلام الأردني لاستكمال دراسته في معهد صناعة تقنيات السينما في لندن، وعاد بعدها إلى الأردن ليعمل في وزارة الإعلام في قسم تصوير الجريدة السينمائية في الفترة من 1967- 1969.
ويعد جوهرية أول سينمائي عربي فلسطيني يسقط شهيداً في معركة مباشرة ضد القوات الإسرائيلية في لبنان. وكان المصور لأبرز وثائق النضال الذي خاضه الشعب الفلسطيني ضد العدوان الإسرائيلي. منحه الرئيس الفلسطيني محمود عباس وسام الثقافة والعلوم والفنون 'مستوى الإبداع' عام 2015 واستلمته زوجته وابنته.

## حياته المهنية
التقى هاني جوهرية مع مجموعة من المبدعين والعاملين في قطاع التصوير السينمائي وأسسوا وحدة أفلام فلسطين وهي وحدة السينما والتصوير داخل حركة فتح عام 1968وعُرف منهم: سلافة جاد الله، ومصطفى أبو علي، وصلاح أبو هنود، وإسماعيل شموط، وقيس الزبيدي. وتحوّلت بعد ذلك إلى وحدة أفلام فلسطين ثم إلى مؤسسة السينما الفلسطينية التابعة للإعلام الموحّد ضمن منظمة التحرير الفلسطينية. انضم جوهرية لحركة فتح بعد هزيمة 1967 من أجل نصرة الشعب الفلسطيني برفقة مصطفى أبو علي وسلافة جادالله. وفي عام 1969 قام مصطفى أبو علي وهاني جوهرية بتصوير مظاهرات الفلسطينيين في الأردن المعارضة لمبادرة روجرز وقاما بتسجيل مقابلات مع بعض المتظاهرين ومعارضي المبادرة، واستعانوا بصلاح أبو هنود في الإخراج، وكانت النتيجة أول فيلم للثورة الفلسطينية السينمائية بعنوان "لا للحل السلمي" ومدته 20 دقيقة. وبعد خروج المقاومة الفلسطينية من الأردن بقي جوهرية هناك ثم التحق بالمقاومة الفلسطينية في لبنان عام 1974 وانضم لطاقم العمل بالإعلام الموحد حتى عام 1976. وكان فيلم "شهادة الأطفال في زمن الحرب" هو أول فيلم من تصوير جوهرية عام 1969.
وفي عام 1970 قررت منظمة التحرير الفلسطينية إنتاج فيلم عن المقاومة من إخراج الفرنسي جان لوك غودار، لكن الأحداث بالمنطقة غيرت مجرى العمل، حيث أخرج مصطفى أبو علي فيلم "بالروح بالدم" الذي تحدث عن أحداث أيلول وقام جوهرية بتصويره، وحصل الفيلم علي جائزة أفضل فيلم تسجيلي في مهرجان دمشق السينمائي 1972.

## أفلامه
قام جوهرية بتصوير العديد من الأفلام وهي:
- فيلم "الخروج 67" الذي يتناول نزوح الفلسطينيين عن أراضيهم بعد حرب حزيران 1967.
- فيلم "الأرض المحروقة" ويعرض الفيلم الغارات الجوية الوحشية التي قام بها جيش الإحتلال ضد الفلاحين وأراضيهم في منطقة الأغوار في الأردن عام 1968.
- فيلم "لا للحل السلمي"، وفيلم "الحق الفلسطيني" عام 1969.
- فيلم "بالروح بالدم" مع مصطفى أبو علي عام 1970.
- قام بالمشاركة في تصوير وإخراج الجريدة السينمائية الناطقة العدد الثاني بالتعاون مع عبد الحافظ محمد الأسمر الملقب بـ”عمر المختار" عام 1974.
- فيلم "على طريق النصر" والذي يعرض فيه مشروع المدينة التعليمية لأبناء الشهداء في فلسطين عام 1975.
- فيلم "المفتاح" والذي أُنتج ليُعرض في مؤتمر الإسكان في كندا عام 1976.
- فيلم "زهرة المدائن" وفيلم "جسر العودة" خلال فترة عمله في وزارة الإعلام الأردنية.

## استشهاده
في 11 أبريل 1976 ذهب هاني مع مجموعة من الكتاب الفلسطينيين حاملاً كاميرته إلى جبال عينطورة في لبنان ليصور وقائع الحرب الأهلية، وهنالك اندفع إلى الأمام بإتجاه صوت القذائف وبدأ التصوير حتى أصابته قذيفة مباشرة أدت لاستشهاده. ووري جسده الثرى في مقبرة الشهداء في بيروت. فقام زملائه في مقر مؤسسة السينما الفلسطينية بتصميم صندوق زجاجي حفظوا فيه كاميرته التي أصيبت بعدة ثقوب وعلبة الفيلم التي كانت بداخلها واخترقتها الشظايا ودمرتها وبضعة علب للصور الفوتوغرافية التي لم يسعفه الموت لاستخدامها للتصوير. ويذكر أنه ترك فصلا ً من كتاب حول التصوير السينمائي كان يعده ليكون دليلاً للمصور السينمائي المناضل.